# Taeniopteryx hubaulti
Taeniopteryx hubaulti is een steenvlieg uit de familie vroege steenvliegen (Taeniopterygidae). De wetenschappelijke naam van de soort is voor het eerst geldig gepubliceerd in 1946 door Aubert.